# Kerstin Nicolussi
Kerstin Nicolussi (2 maggio 1994) è un'ex sciatrice alpina austriaca.

## Biografia
Attiva in gare FIS dal novembre del 2009, in Coppa Europa la Nicolussi ha esordito il 12 dicembre 2012 a Sankt Moritz in discesa libera (36ª) e ha ottenuto il suo unico podio il 23 gennaio 2014 a Spital am Pyhrn in supergigante (2ª); ai Mondiali juniores di Jasná dello stesso anno ha vinto la medaglia di bronzo nella discesa libera.
Ha debuttato in Coppa del Mondo il 4 dicembre 2015 a Lake Louise nella medesima specialità classificandosi 39ª; nella discesa libera disputata il giorno seguente nella medesima località ha ottenuto il suo miglior piazzamento nel circuito (38ª) nel quale ha disputato la sua terza e ultima gara il giorno dopo, il 6 dicembre, classificandosi 48ª in supergigante. Si è ritirata al termine della stagione 2016-2017 e la sua ultima gara è stata uno slalom gigante FIS disputato a Küthai il 9 aprile, chiuso dalla Nicolussi al 19º posto; in carriera non ha preso parte a rassegne olimpiche o iridate.

## Palmarès

### Mondiali juniores
- 1 medaglia:
  - 1 bronzo (discesa libera a Jasná 2014)

### Coppa Europa
- Miglior piazzamento in classifica generale: 16ª nel 2014
- 1 podio:
  - 1 secondo posto